# EuroAsia Interconnector1

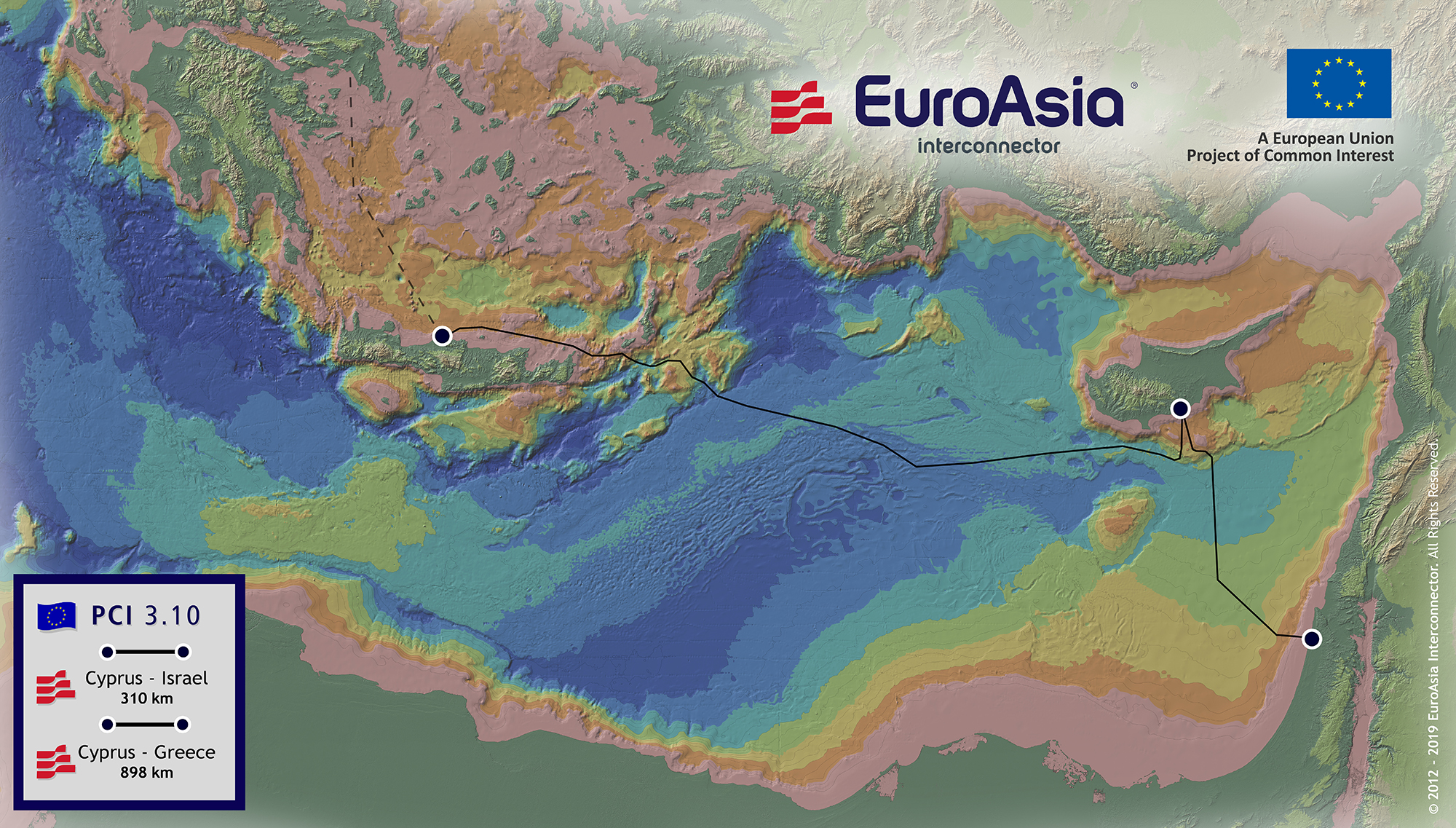
Karte der HGÜ-Verbindung

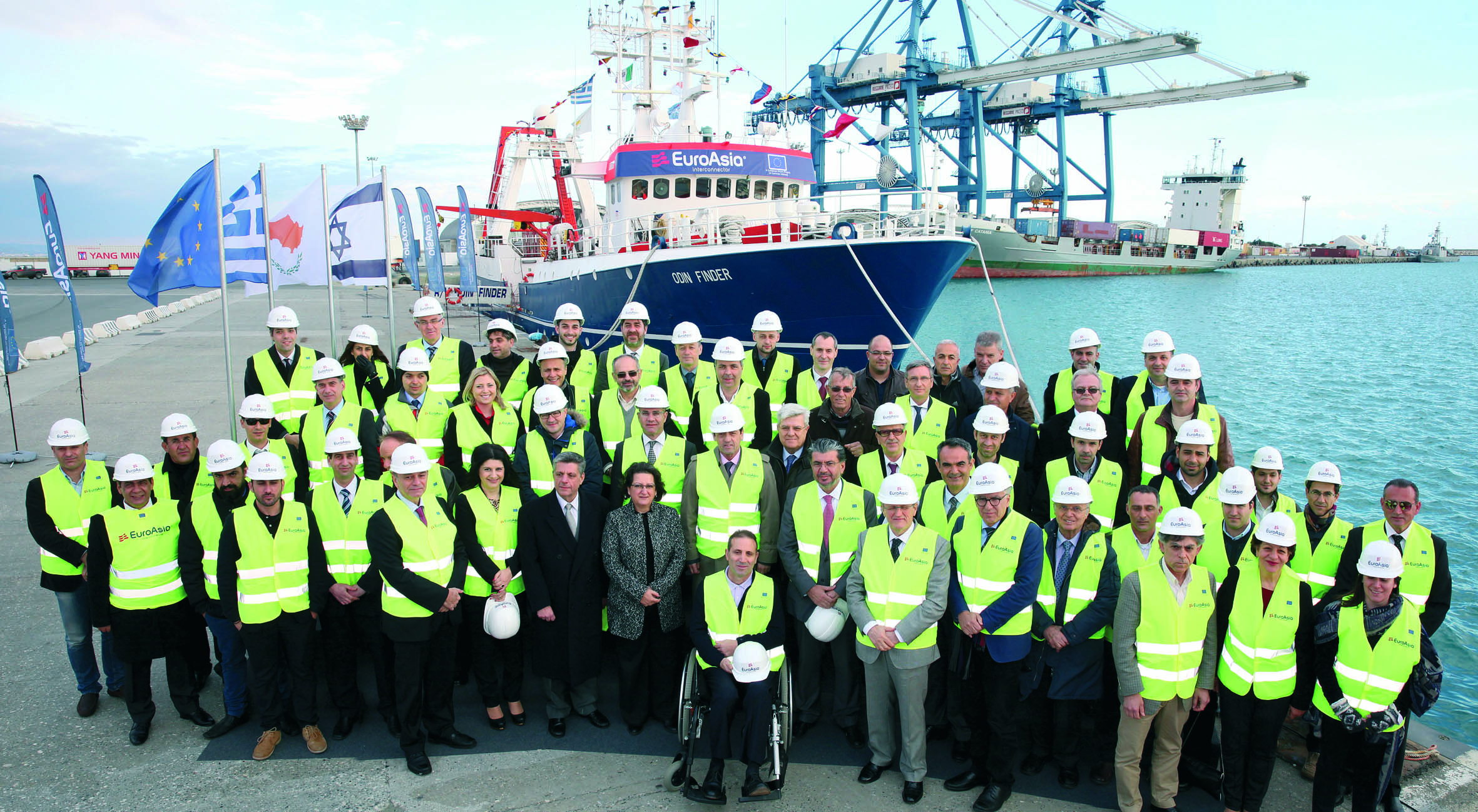
Mit der Odin Finder, ein 600 BRZ Forschungsschiff unter italienischer Flagge, wurde die ideale Unterwasser-Route untersucht

EuroAsia Interconnector ist eine geplante Hochspannungs-Gleichstrom-Übertragung (HGÜ), die primär als Seekabel eine Verbindung zwischen den griechischen, zypriotischen und israelischen Stromnetzen zum elektrischen Energieaustausch ermöglichen soll.

## Geschichte
Am Montag, den 9. März 2021 wurde die Absichtserklärung in Nikosia zum Bau der HGÜ-Verbindung, die mit einer Gleichspannung von ±500 kV betrieben werden soll und auf eine Übertragungsleistung von 1 GW ausgelegt werden soll, von Vertretern Israels, Zypern und Griechenlands unterzeichnet. Vorher wurden u. a. Untersuchungen mit dem Forschungsschiff Odin Finder zur Trasse durchgeführt. Der Genehmigungsprozess des Stromverbunds und der Kostenverteilung zwischen Zypern und Griechenland wurde bereits am 10. Oktober 2017 abgeschlossen. Die Inbetriebnahme ist für 2028/2029 geplant.
Das Projekt wurde im März 2025 aufgrund von Einwänden der Türkei gestoppt.

## Beschreibung

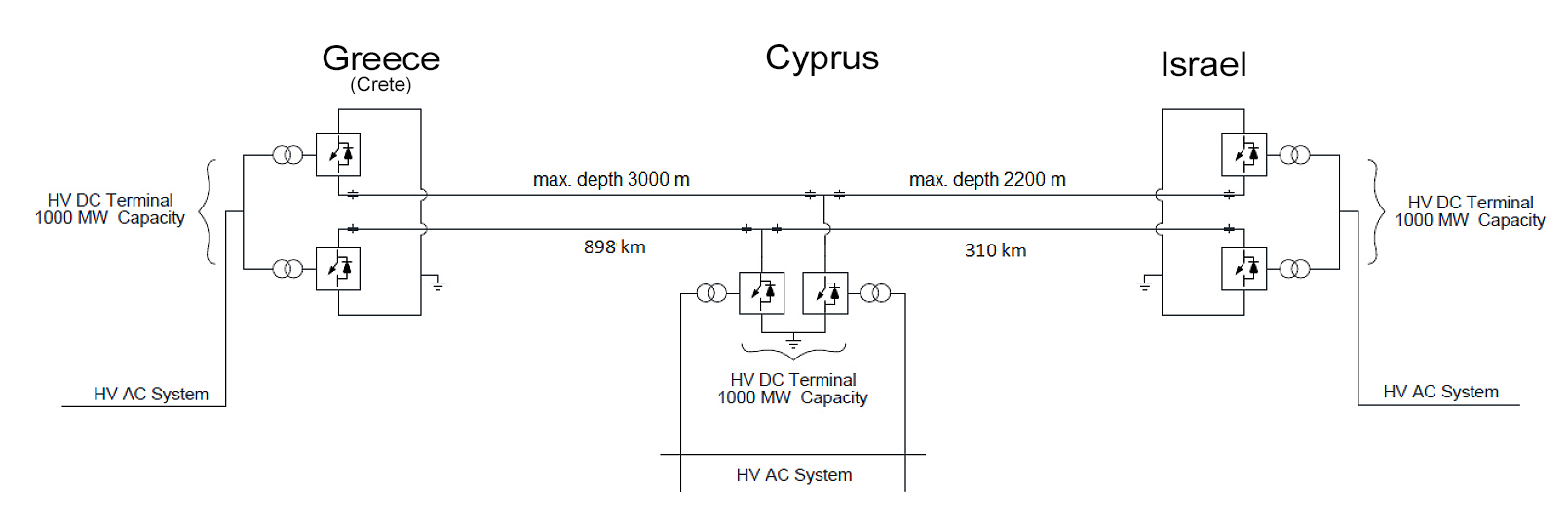
Schaltbild der HGÜ-Verbindung EuroAsia Interconnector1

Die EuroAsia Interconnector ist eine HGÜ-Verbindung, die Ende 2023 in Betrieb gehen soll und dann mit 1200 km eine der längsten Seekabelverbindungen sein wird. Diese Vorhaben ist von gemeinsamem Interesse der Europäischen Union und ein vorrangiges Projekt zur Zusammenschaltung der Stromnetze, denn damit rücken Europas Stromnetze näher und beendet die energetische Isolation Zyperns und Kretas.
Die HGÜ ist als eine bipolare HGÜ geplant, d. h. das Seekabel ist als ein Leiterpaar ausgeführt, wobei eine Leitung +500 kV gegenüber Erdpotential führt, die andere Leitung −500 kV. Die an Land stehenden Konverterstationen zur Wandlung von Wechselstrom in Gleichstrom und umgekehrt werden für eine Nennleistung von 1 GW ausgelegt.